# Cayuga Inlet
Cayuga Inlet – rzeka w Stanach Zjednoczonych, w stanie Nowy Jork, w hrabstwie Tompkins. Rzeka bierze swój początek niedaleko Danby State Forest, a kończy go w jeziorze Cayuga, w mieście Ithaca. Długość cieku nie została określona, natomiast powierzchnia zlewni wynosi 370 km².

## Dopływy

### Lewostronne
- Vanbuskirk Gulf
- West Branch Cayuga Inlet
- Enfield Creek
- Coy Glen
- Cliff Park Brook
- Linderman Creek

### Prawostronne
- Lick Brook
- Buttermilk Creek
- Six Mile Creek
- Cascadilla Creek